# Zervynos
Zervynos is een Litouws dorp tussen Marcinkonys en Varėna, in het district Alytus en de gemeente Varėna. In 2001 telde het dorp 67 inwoners.
Zervynos ligt op zo'n vijfentwintig kilometer van Druskininkai en is gesitueerd in het noordoosten van het Nationaal park Dzūkija. Het staat bekend als etnografisch openluchtmuseum. Omdat het zijn authenticiteit in grote mate door de jaren heen heeft bewaard, werd het op de wachtlijst voor het Werelderfgoedlijst geplaatst.
Aan de rand van het dorp verbindt een treinlijn Polen met Vilnius. Veel meer dan een stop met schuilplaats moet je je hier echter niet bij voorstellen. De rivier Ūla stroomt door het dorp en is een van de mooiste uit de regio, mét mogelijkheid tot kajakken.
In Zervynos waan je je in het Litouwse platteland van de 18de en 19de eeuw. Het bestaat uit 48 huisjes, waarvan 8 als zeer waardevol beschouwd omdat ze de eeuwenoude houtcultuur uit de regio zeer goed wisten te bewaren. In die zin wordt Zervynos gezien als openluchtmuseum, daar het leven er nog zijn gewone gang gaat en men er zweert bij ouderwetse landbouwwerktuigen en waterpompen.

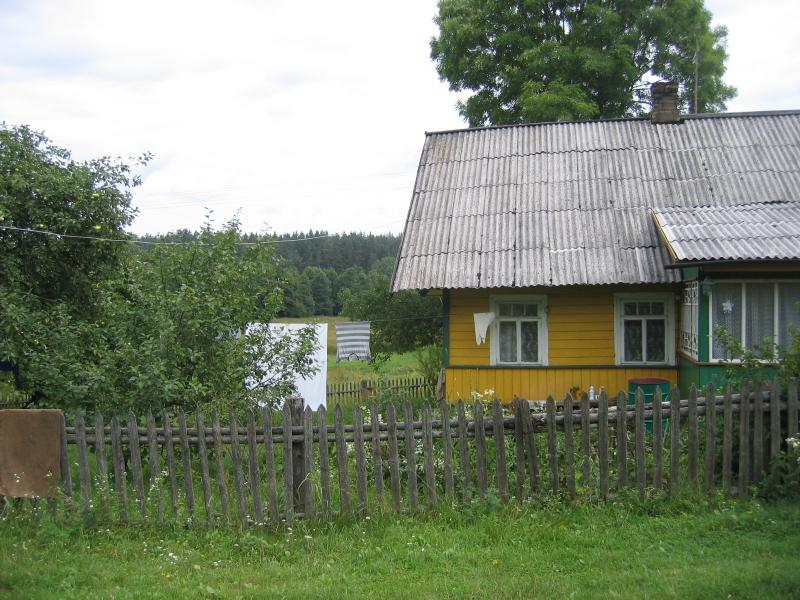
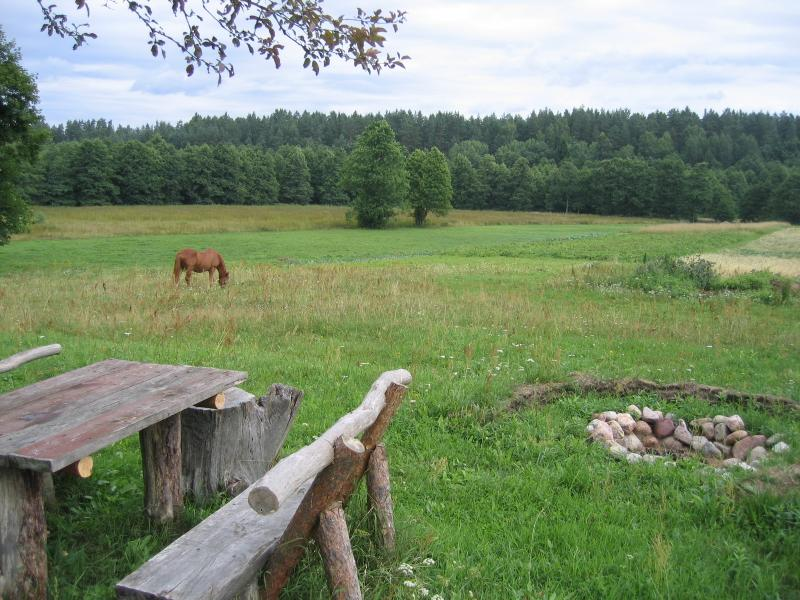
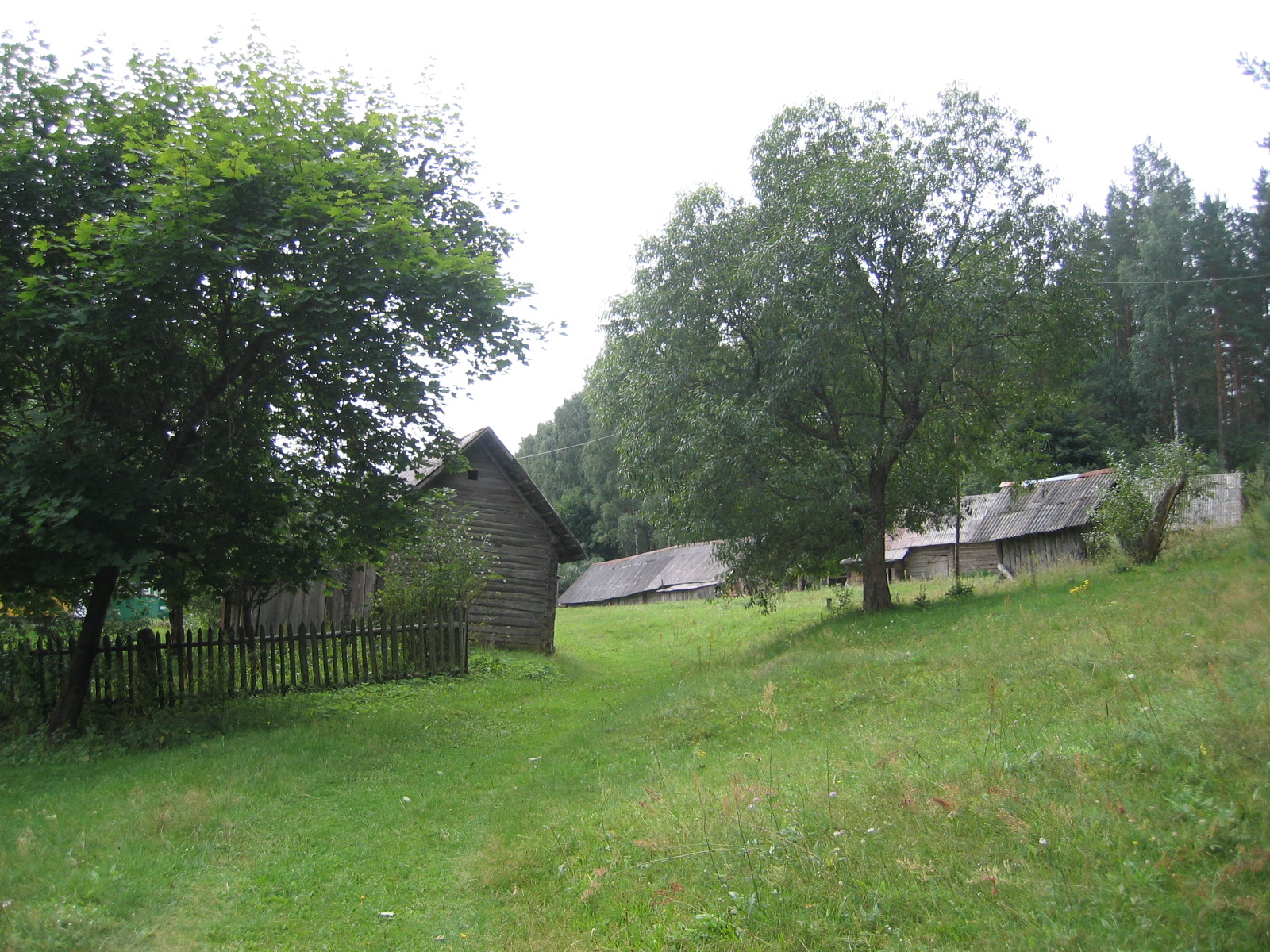